# Cry Baby Cry
«Cry Baby Cry» (с англ. — «Плачь, малыш, плачь») — песня The Beatles из Белого альбома, написанная Джоном Ленноном.

## История создания
Леннон сочинил первую версию песни в конце 1967 года. Изначально её рефрен звучал как «Плачь, малыш, плачь, чтобы мама делала покупки» (англ. Cry baby cry, make your mother buy); Леннон позже рассказал биографу Хантеру Дэвису, что увидел эту строчку в рекламном проспекте. В последней версии композиции «buy» было заменено на «sigh» (с англ. — «вздыхать»).

## Запись
Во время записи «Cry Baby Cry» с группой прекратил работать инженер Джефф Эмерик, который не мог выносить напряжения, царившего в студии. Ни с кем из The Beatles Эмерик не сотрудничал, пока девять месяцев спустя не подключился к работе над «The Ballad of John and Yoko».
К песне была присоединена безымянная и не отмеченная в альбоме отдельно 28-секундная композиция, условно называемая «Can you take me back?» (с англ. — «Можешь ли ты взять меня назад?»). Её сочинил Маккартни во время работы над «I Will». Эту композицию сами The Beatles называли «зловещей прелюдией к „Revolution 9“».

## Участники записи
В записи песни принимали участие:
- Джон Леннон — вокал, акустическая гитара, фортепьяно, орган
- Пол Маккартни — бас-гитара
- Джордж Харрисон — гитара
- Ринго Старр — ударная установка, тамбурин
- Джордж Мартин — фисгармония

## Кавер-версии
- Версия Рэмси Льюиса[англ.] (инструментальная) из альбома Mother Nature’s Son (1968)
- Версия Fools Garden из альбома Fool’s Garden (1991)
- Версия Samiam[англ.] из альбома You Are Freaking Me Out (1997)
- Версия Bardo Pond?! из альбома Ticket Crystals (2006)
- Версия Кэти Мелуа, сторона B сингла «Spider’s Web»
- Версия Throwing Muses, сторона B сингла «Not Too Soon»
- Версия Phish из альбома Live Phish Volume 13